# Gapan
Gapan é uma cidade de quarta classe de renda da cidade na província Nova Ecija, nas Filipinas. De acordo com o censo de 1 maio  de  2020 possui uma população de 122 968 pessoas e 30 186 domicílios.